# Andromeda (album)
Andromeda je debitantski studijski album Mihe Kralja, ki je izšel leta 1980 na LP plošči pri beograjski založbi PGP RTB. V Jugoslaviji je bilo prodanih več kot 21.000 izvodov albuma, v Beneluksu, Rusiji in na Švedskem v 15.000 izvodih, v celotni Evropi pa več kot 100.000 izvodov. Album je bil prva jugoslovanska instrumentalna elektronska plošča, skladba »Andromeda« pa je dolga leta služila za podlago počasnih posnetkov smučarskih skokov.
Album je bil leta 1995 digitaliziran, leta 2007 pa je izšel na zgoščenki.

## Ozadje
Material za album Andromeda, je Kralj začel pisati v 70. letih 20. stoletja. Ploščo je potem dokončal v času angažmaja v Emonski kleti. Ko je bil material za album končan, ga je Kralj odnesel na ZKP RTV Ljubljana, ampak je bil zavrnjen. Uredniki so namreč menili, da je material podoben cerkveni glasbi in kot tak neprimeren za izdajo v tistem času. Vodja založbe Helidon, Vilko Ovsenik, je nato Kralja napotil do predstavnika založbe PGP RTB v Ljubljani, Borisa Kovačiča. PGP RTB mu je nato omogočila snemanje in izdajo albuma. Kralj se je nato »zaprl« v studio Akademik in posnel album. Dva dni pred zaključkom snemanja ga je v studiu obiskal Dečo Žgur in mu potrdil, da je njegovo početje sprejemljivo.

## Seznam skladb
Vse skladbe so delo Mihe Kralja.

### LP (1980)
| A stran | A stran           | A stran |
| Št.     | Naslov            | Dolžina |
| ------- | ----------------- | ------- |
| 1.      | „Embrio‟          | 5:55    |
| 2.      | „Simfonija c mol‟ | 5:33    |
| 3.      | „Apokalipsa‟      | 6:22    |

| B stran         | B stran         | B stran |
| Št.             | Naslov          | Dolžina |
| --------------- | --------------- | ------- |
| 1.              | „Andromeda‟     | 7:22    |
| 2.              | „Wizard‟        | 5:23    |
| 3.              | „Pegaz‟         | 5:50    |
| Skupna dolžina: | Skupna dolžina: | 36:25   |

### Zgoščenka (2007)
| Št.             | Naslov          | Dolžina |
| --------------- | --------------- | ------- |
| 1.              | „Embrio‟        | 5:55    |
| 2.              | „Apokalipsa‟    | 6:20    |
| 3.              | „Simfonija‟     | 5:30    |
| 4.              | „Andromeda‟     | 7:20    |
| 5.              | „Wizard‟        | 5:20    |
| 6.              | „Pegaz‟         | 5:50    |
| Skupna dolžina: | Skupna dolžina: | 36:15   |

## Oprema
| - Polymoog - Keyboard - Korg-PS 3100 - Polyphonic Synthesizer - ARP-Omni 2 - Polyphonic Synthesizer - Korg-MS 20 - Monophonic Synthesizer - Yamaha-CS 15 - Monophonic Synthesizer - Welson-Sintex - Monophonic Synthesizer - Korg-VC 10 - Vocoder - Korg-SQ 10 - Analog Sequencer - Roland-CSQ 100 - Digital Sequencer - Roland-CR 78 - Compurhytm | - MXR - Digital Delay - Dynacord-TAM 19 - Roland-RE 301 - Echo Chambers - Korg-VC 10 - Vocoder - Mu-Tron Bi-Phase - Korg-MS 02 - Interface - Moog-Poly - Pedal Controller |

## Osebje
- Miha Kralj – klaviature, sintetizatorji

## Produkcija
- Producent, aranžer: Miha Kralj
- Tonski mojster: Miro Bevc
- Fotografija in oblikovanje: Tadej Tozon
- Glavni in odgovorni urednik: Stanko Terzić
- Recenzent: Boris Kovačič